# Monte Petrano
Il monte Petrano (1106 m s.l.m.) fa parte dell'Appennino umbro-marchigiano.

## Descrizione
La montagna fa parte del territorio del comune di Cagli, nella provincia di Pesaro e Urbino. Nei pressi si trova La Rocchetta, un rilievo posto a quota 1162 m s.l.m.. A volte con Monte Petrano viene indicato tutto il complesso montuoso, compresa La Rocchetta.

## Geologia e paleontologia

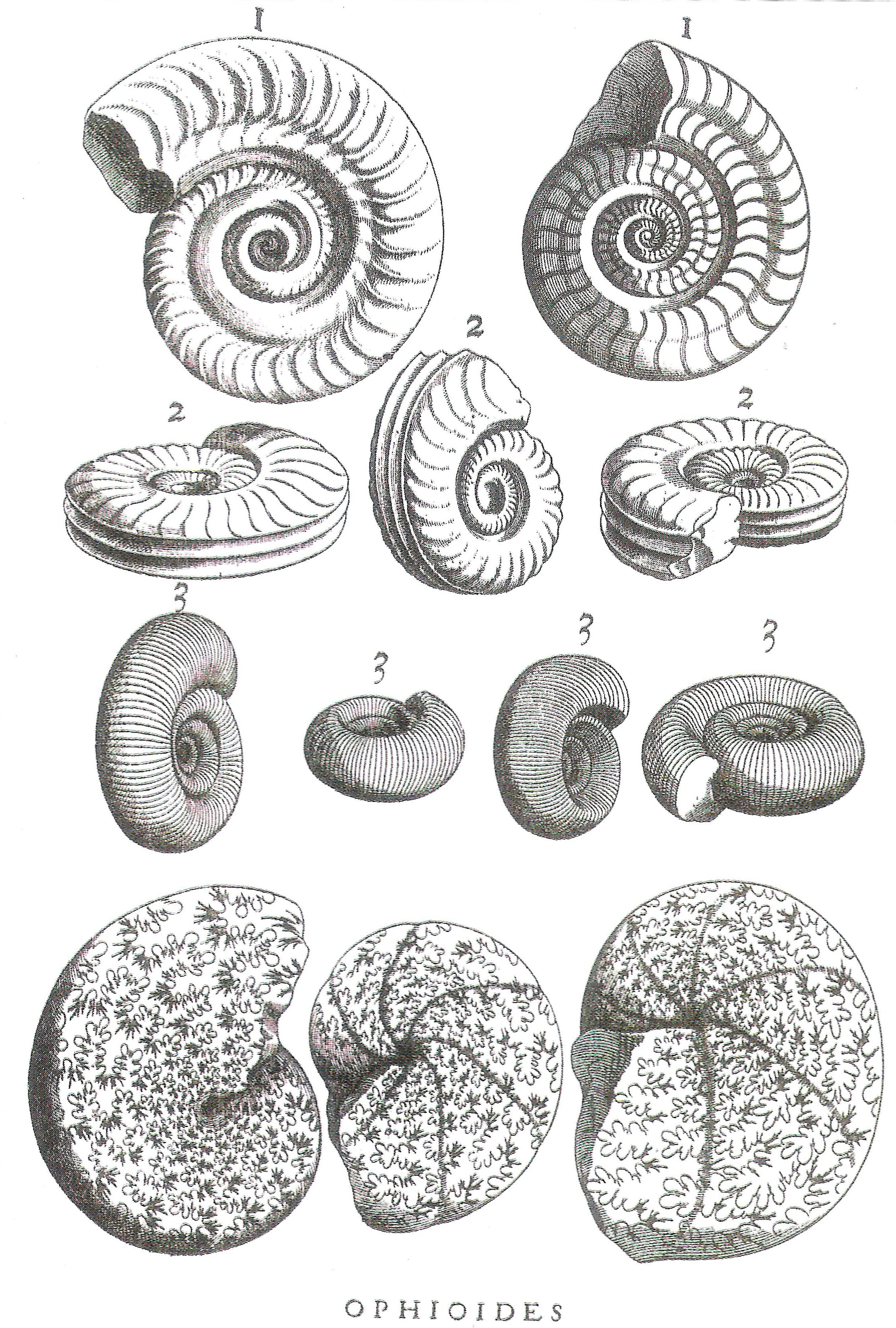
Ammoniti del Rosso Ammonitico umbro-marchigiano, da Michele Mercati 1717

Ha rilevante interesse geologico, poiché, sia sul versante S - E (vallata del f. Burano), sia su quello N - O (Vallata del f. Bosso), è attraversato da estesi affioramenti di "Rosso Ammonitico", Giurassico inferiore; Una unità stratigrafica, o formazione, di origine marina, tipica dell'Appennino umbro-marchigiano, che viene studiata ancora oggi con notevole impegno. Pur essendo di scarsa potenza, rispetto alle unità sotto e soprastanti ("Corniola" e "Calcari a Posidonia"), è noto in tutto il mondo per i suoi fossili abbondanti e diversificati e in particolare per gli ammoniti, che sono indicatori cronologici di enorme importanza per il Giurassico.
Allegata alla voce è figurata la prima immagine dei suoi ammoniti, eseguita, tramite incisioni su rame, nel XVI secolo; la figura è presente nell'opera postuma di Michele Mercati (n. 1541 - m. 1593), stampata da Lancisi e Assalti nel 1717; titolata "Metallotheca Vaticana". Testimonia la venuta di Mercati nel luogo, invitato probabilmente Da Agostino Manni di Cantiano.
La magnifica, per il suo tempo, esecuzione, opera del tedesco Eisenhoit, delle "Lapides idiomorphoi" così chiamati allora, permette attualmente di riconoscere bene i generi e le specie: 1 - Hildoceras gr. bifrons e Hildaites praecursor, 2 - Mercaticeras umbilicatum, 3 - Mesodactylites sapphicus. Senza numero Phylloceras doderleinianum e Calliphylloceras capitanei. 
È da rilevare anche che il monte dà nome ad un ammonite caratteristico del luogo, Petranoceras che significa etimologicamente "Corno del Petrano". Sembra che sia caratteristico, insieme ad altri generi e specie di ammoniti tipici dell'area geografica (Secchianoceras e Paralioceratoides), di un intervallo stratigrafico rappresentato da calcari marnosi e marne grigio - vinaccia, tra la "Corniola" e il "Rosso Ammonitico", del tutto nuovo per i fossili in ambito europeo e mondiale. Vedi discussione di questa voce.

## Attività
Grazie ai forti venti che spesso soffiano nella zona i prati sulla sommità costituiscono (in certi periodi dell'anno) il posto ideale per la pratica di attività come kite buggying e land boarding che prevedono l'uso di aquiloni da trazione. Sul monte infatti si svolgono anche raduni e manifestazioni organizzati dagli amanti di queste discipline.